# Le Fabuleux Destin d'Amélie Poulain

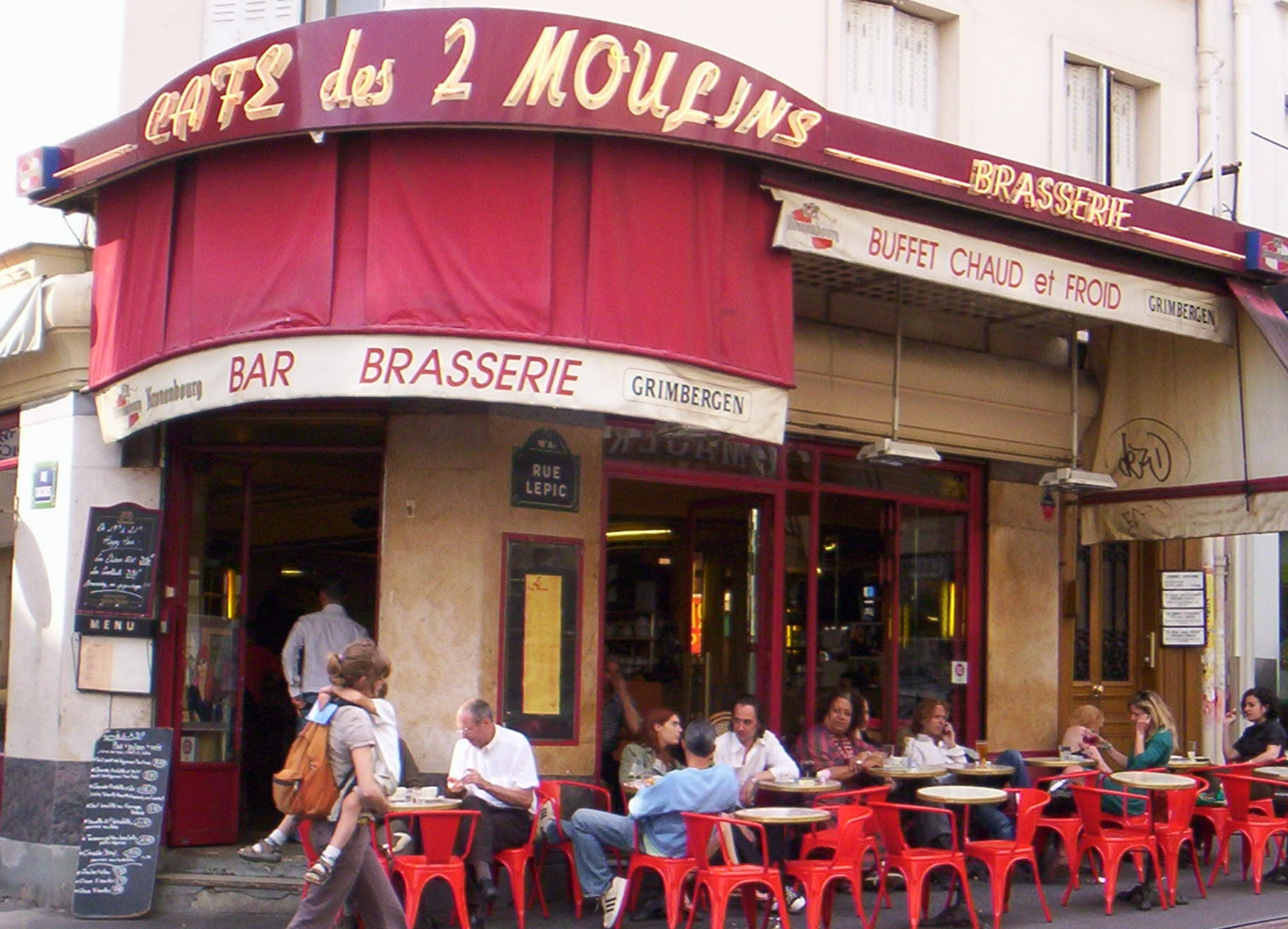
Café des 2 Moulins

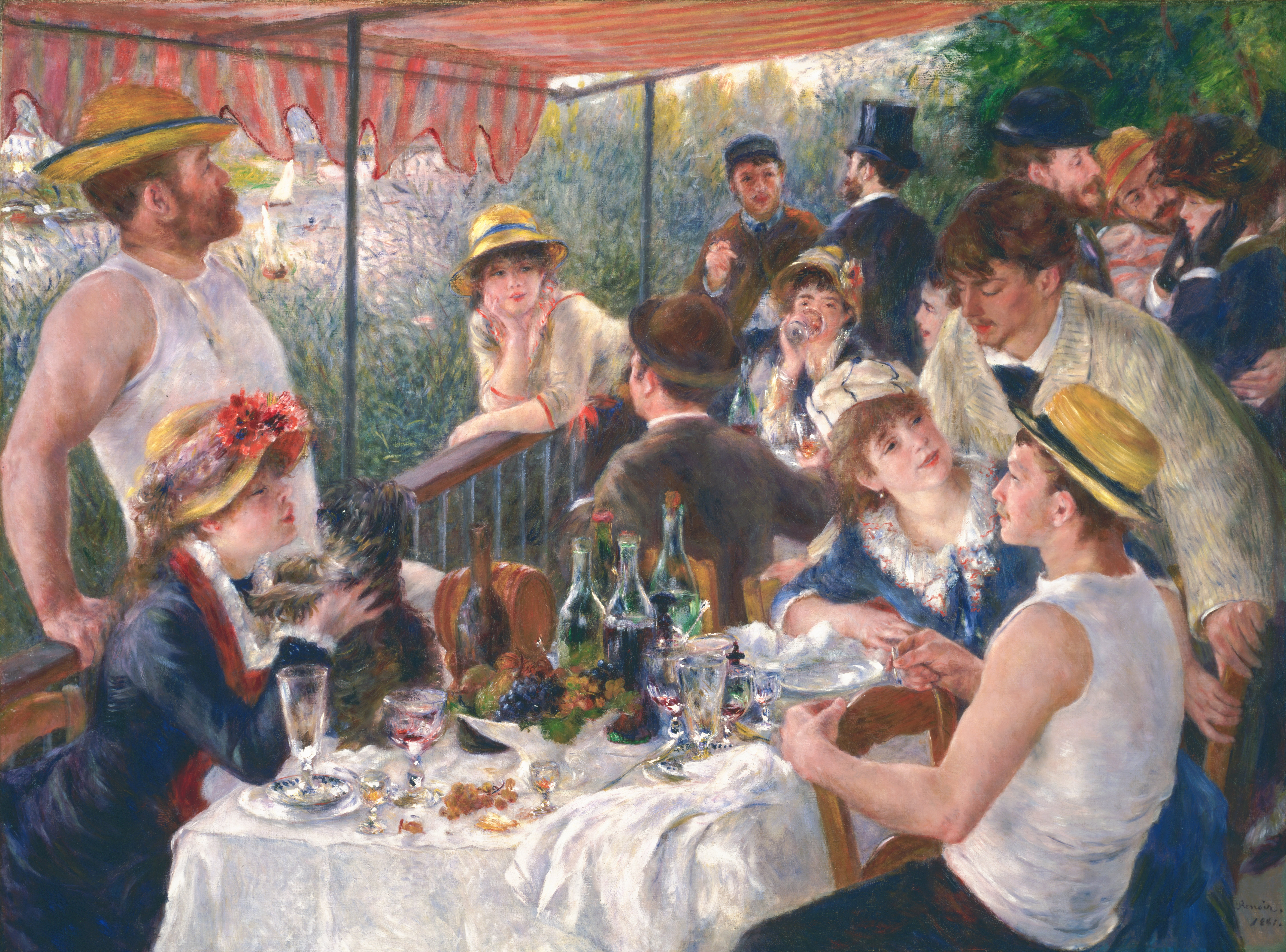
Le Déjeuner des canotiers van Auguste Renoir

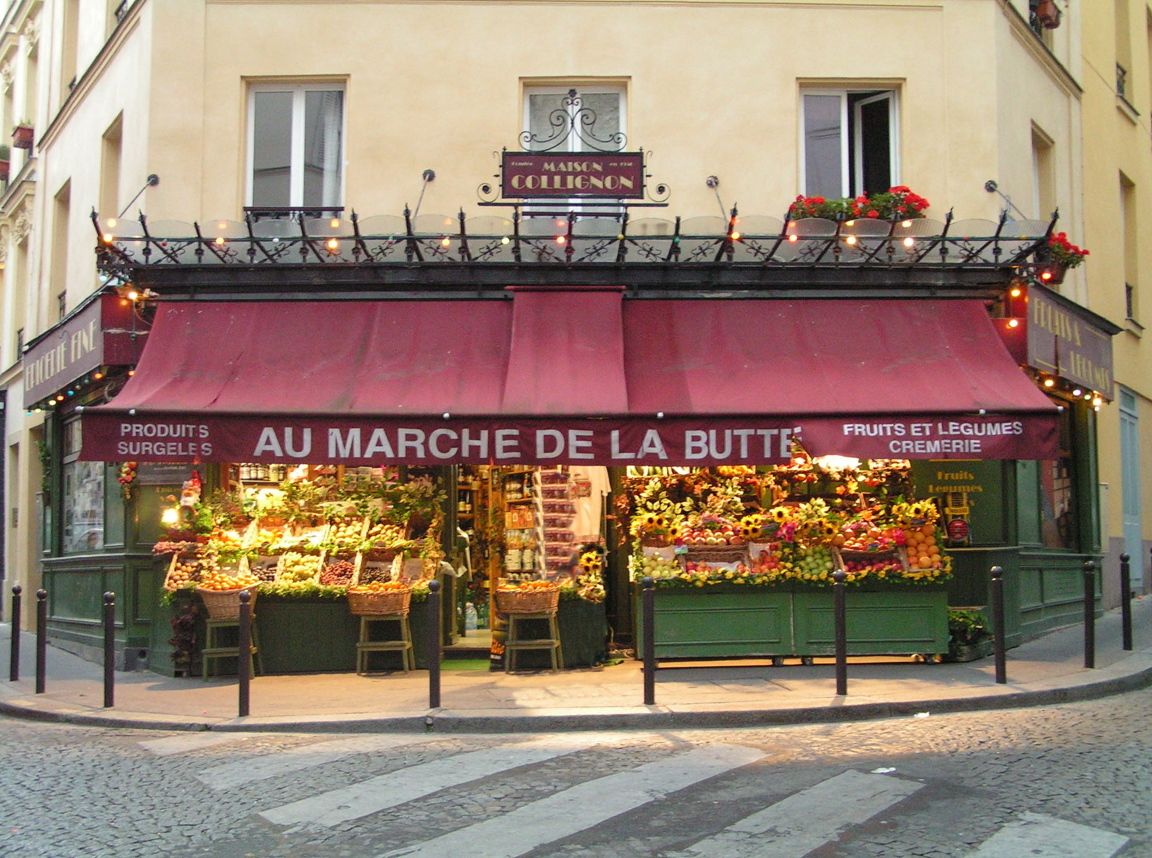
De kruidenierszaak van Monsieur Collignon, rue des Trois frères, te Paris

Le Fabuleux Destin d'Amélie Poulain (2001) is een Franse romantische komediefilm van Jean-Pierre Jeunet met Audrey Tautou in de hoofdrol. De film, geschreven door Jeunet en Guillaume Laurant, is een geromantiseerde weergave van het leven in Montmartre in Parijs. De film werd een internationale kaskraker en werd internationaal bekroond met vier Césars (waaronder voor beste film en beste regisseur) en kreeg vijf Academy Award-nominaties. De muziek werd gecomponeerd door Yann Tiersen.
De film beschrijft het sprookjesachtige en romantische verhaal van de jonge vrouw Amélie die op een dag besluit dat ze met kleine dingen andere mensen gelukkig kan maken.

## Verhaal
Le Fabuleux Destin d'Amélie Poulain vertelt het verhaal van Amélie Poulain. Amélie groeit afgezonderd van andere kinderen op omdat ze aan een hartziekte zou lijden. Haar vader, die arts is, raakt haar nooit aan, zodat haar hartslag stijgt van enthousiasme als hij dat wel doet bij het onderzoek. De moeder van Amélie, die zeer neurotisch is, overlijdt als Amélie nog kind is, doordat een Canadese vrouw die van de Notre Dame af springt boven op haar terechtkomt. Amélies vader sluit zich hierdoor nog verder van de wereld af en begint aan de bouw van een mausoleum voor zijn overleden vrouw. Doordat ze altijd op zichzelf is, ontwikkelt Amélie een zeer rijke verbeeldingskracht.
Als Amélie ouder is, wordt ze serveerster in Café des 2 Moulins, een klein café in de wijk Montmartre van Parijs. De uitbaatster is Suzanne, een voormalig circusartieste, en de gasten zijn kleurrijk. Amélie, die op dat moment 23 jaar oud is, leidt een eenvoudig leven. Ze heeft plezier in simpele dingen als breken van het suikerlaagje van de crème brûlée, het gooien van steentjes over het Canal Saint-Martin en fantaseren over het aantal stelletjes in Parijs dat op dat moment een orgasme beleeft.
Haar leven verandert op de dag van het overlijden van prinses Diana. Door een reeks van gebeurtenissen die volgen na haar schok over het nieuws, ontdekt ze een klein metalen doosje achter een plint in haar badkamer. In dit doosje zitten herinneringen van een jongen die decennia voor Amélie in het appartement heeft gewoond. Hierdoor gefascineerd gaat ze op zoek naar deze inmiddels volwassen geworden persoon om hem het doosje terug te geven. Ze maakt met zichzelf de afspraak dat als het haar lukt en de persoon er gelukkig van wordt, ze haar leven gaat wijden aan de goede zaken in het leven en het helpen van anderen.
In het begin raakt Amélie op het verkeerde spoor, maar uiteindelijk komt ze met de hulp van een oude kunstschilder en het schilderij Le Déjeuner des canotiers van Pierre-Auguste Renoir, dat hij kopieert, achter de ware identiteit van de jongen. Ze plaatst het doosje in een telefooncel en belt naar deze telefoon als de man langsloopt, zodat zijn aandacht getrokken wordt. Nadat hij het doosje geopend heeft komen de herinneringen aan zijn jeugd weer terug. Amélie achtervolgt hem om te kijken of het terugvinden van het doosje een positief effect op hem heeft.
De missie slaagt en Amélie gaat proberen goede dingen te doen voor anderen. Ze wordt een geheime koppelaarster en een beschermengel. Ze overtuigt haar vader om een wereldreis te maken (met de hulp van een tuinkabouter en een bevriende stewardess), koppelt een collega en een cafégast, helpt de conciërge van haar woning door een brief van haar overleden man te fingeren en ze komt op voor Lucien, het hulpje van de groenteboer op de hoek. Ofschoon zij anderen helpt, bekommert niemand zich om haar. Doordat zij alleen maar opkomt voor andere mensen, wordt zij op haar eigen eenzaamheid gewezen.
Ondertussen heeft ze een fotoboek gevonden met daarin verscheurde en weggegooide pasfoto's die weer aan elkaar zijn geplakt. Ze gaat op zoek naar de eigenaar en komt uit bij Nino Quincampoix die een verwoed verzamelaar van weggegooide pasfoto's van het station is. Nino heeft ook geen gelukkige jeugd gehad, hij werd gepest op school. Nu werkt hij in het spookhuis op de kermis en helpt hij een vriendin in een erotische boetiek. Amélie voert allerlei omslachtige pogingen uit om met hem in contact te komen, omdat ze een oogje op hem heeft. Om dit te bereiken zet ze een soort speurtocht voor hem uit, waarbij hij in de buurt van de Sacré-Cœur op zoek moet gaan naar het boek. Amélie gaat hierbij zeer voorzichtig te werk, omdat ze erg verlegen is. Uiteindelijk lukt het en vormen Amélie en Nino een stel. In de slotscène neemt Nino haar mee op zijn bromfiets.

## Rolverdeling
| Acteur                | Personage                                    |
| --------------------- | -------------------------------------------- |
| Audrey Tautou         | Amélie Poulain                               |
| Mathieu Kassovitz     | Nino Quincampoix                             |
| Jacques Narcy         | Raphaël, de vader van Amélie                 |
| Serge Merlin          | Raymond Dufayel, de kunstschilder            |
| Loretta Cravotta      | Amandine Fouet-Poulain, de moeder van Amélie |
| Claire Mourier        | Suzanne, de caféuitbaatster                  |
| Clotilde Mollet       | Gina, serveerster                            |
| Isabelle Nanty        | Georgette, tabakverkoopster                  |
| Dominique Pinon       | Joseph, vaste klant                          |
| Yolande Moreau        | Madeleine Wallace, de conciërge              |
| Jamel Debbouze        | Lucien, het hulpje van de groenteboer        |
| Urbain Cancelier      | Collignon, de groenteboer                    |
| Artus de Penguern     | Hipolito, de schrijver                       |
| Maurice Bénichou      | Dominique Bretodeau                          |
| Michel Robin          | Vader van Collignon                          |
| Claude Perron         | Éva                                          |
| Ticky Holgado         | Man op foto                                  |
| Frankie Pain          | Vrouw van de krantenkiosk                    |
| Armelle Lesniak       | Philomène                                    |
| André Dussolier       | Vertelstem                                   |
| Dominique Bettenfield | Televisie-installateur                       |
| Flora Guiet           | Jonge Amélie                                 |
| Frédéric Mitterrand   | Vertelstem in een reportage                  |

## Bezoekers
Aantal bezoekers (tussen haakjes in procent van de bevolking)
- Argentinië: 374.000 (1,0)
- België: 600.000 (5,9)
- Brazilië: 331.000 (0,2)
- Canada: 340.000 (1,1)
- Denemarken: 149.000 (2,8)
- Duitsland: 3.065.000 (3,7)
- Frankrijk: 8.626.000 (14,6)
- Hongarije: 158.000 (1,5)
- Italië: 1.463.000 (2,5)
- Japan: 1.300.000 (1,0)
- Nederland: 345.000 (2,1)
- Noorwegen: 151.000 (3,4)
- Oostenrijk: 110.000 (1,4)
- Polen: 700.000 (1,8)
- Spanje: 1.747.000 (4,5)
- Verenigd Koninkrijk: 1.000.000 (1,7)
- Verenigde Staten: 3.025.000 (1,1)
- Zuid-Korea: 220.000 (0,5)
- Zweden: 185.000 (2,1)
- Zwitserland: 578.000 (8,0)

## Muziek
De originele filmmuziek is gecomponeerd en geproduceerd door Yann Tiersen en is ook uitgebracht op een soundtrackalbum door Virgin Records.

## Kritiek
Er is kritiek geleverd op het feit dat in de film weinig niet-Westerse personages voorkomen, terwijl de film zich afspeelt in de wereldstad Parijs en er direct naast de wijk Montmartre een wijk ligt waarin veel mensen van Afrikaanse afkomst wonen.
Jean-Pierre Jeunet reageerde op deze kritiek door erop te wijzen dat Jamel Debbouze, die Lucien speelt, van Noord-Afrikaanse afkomst is.
Daarnaast zou de film een veel te geïdealiseerd beeld geven van het hedendaagse Frankrijk.
Andere kritiekpunten zijn: het grotendeels afwezig zijn van toeristen in dit bekende deel van Parijs, en de betaalbaarheid van een woning in Montmartre voor een serveerster. Amélie schijnt erg dicht bij haar werk te wonen, want ze maakt geen gebruik van de metro om ernaartoe te gaan.

## Trivia
- De nagenoeg voortdurende aanwezigheid van de kleurencombinatie sterk aanwezig rood en sterk aanwezig groen die al te zien was in La cité des enfants perdus (1995) komt terug in deze film.
- Door de opbrengsten van Alien: Resurrection (1997) kon Jean-Pierre Jeunet een film maken zonder commerciële concessies te doen.
- In deze film herintroduceert Jeunet elementen uit de korte film Foutaises (1990), met name de "il aime/il n'aime pas"-fragmenten (hij houdt van/hij houdt niet van) in de presentatie van de personages.
- Jean-Pierre Jeunet vertelt in de commentaartrack van de dvd dat het idee van het album met de weggegooide foto's kwam van de Franse schrijver Michel Folco die een dergelijk album bezit. Wegens het intellectuele eigendomsrecht kon Jeunet dit album niet gebruiken waardoor hij met figuranten moest werken.
- In Engelstalige landen is de film bekend onder de naam Amélie from Montmartre.[2]
- De film maakt gebruik van computergraphics en digitale nabewerking (digital intermediate).
- Jeunet had de rol van Amélie eigenlijk geschreven voor Emily Watson[3]; in het oorspronkelijke script was de vader van Amélie een Engelsman die in Londen woont. Het Frans van Emily Watson was echter niet goed genoeg en er was een tijdsconflict door de opnames van Gosford Park. Jeunet heeft daarom het script herschreven voor de Franse actrice Audrey Tautou.
- De film is niet vertoond op het Filmfestival van Cannes. Jeunet besloot de film er niet te vertonen gezien de slechte ontvangst van zijn voorgaande film La cité des enfants perdus (1995). Bovendien beoordeelde de president van het festival de film als "oninteressant"[4], hoewel hij een versie had gezien zonder de muziek. De afwezigheid van Amélie veroorzaakte een controverse door het enthousiaste filmpubliek en de media.
- De Amerikaanse game-editor Jim Bonacci heeft een karakter in het spel Happy Wheels gebaseerd op de slotscène van deze film.[bron?]
- In 2002-2003 gebruikte McDonald's in Quebec de slogan "Le délicieux festin d'Emilie Poulet" voor het aanprijzen van hun nieuwe kipproduct. De rechthebbende UGC Images spande een rechtszaak aan tegen McDonald's en het reclamebureau Cossette Communications dat de campagne had bedacht, en claimde 200.000 Canadese dollar als compensatie voor het gebruik van de titel zonder toestemming,[5] 10% van de opbrengst van de verkoop van het kipproduct tijdens de reclamecampagne.[6]